# Distrito de Kani (Gifu)
El distrito de Kani (可児郡 Kani-gun?) es un distrito localizado en la prefectura de Gifu, Japón. En octubre de 2019 tenía una población estimada de 17.616 habitantes y una densidad de población de 311 personas por km². Su área total es de 56,69 km².

## Localidades
- Mitake